# Dolmen von Lottorf-Ost
Der Dolmen von Lottorf-Ost (auch Lottorf 1 genannt) ist ein Dolmen (Steintisch) nahe Lottorf in Schleswig-Holstein. Er ist weder als Rechteckdolmen noch als Polygonaldolmen anzusprechen. Die Nord-Süd-orientierte Kammer ist innen knapp 2,0 m lang und 1,8 m breit und besteht aus zehn Tragsteinen. Decksteine sind nicht mehr vorhanden. Die Megalithanlage aus der Jungsteinzeit wurde von der Trichterbecherkultur (TBK) zwischen 3500 und 2800 v. Chr. errichtet. Neolithische Monumente sind Ausdruck der Kultur und Ideologie neolithischer Gesellschaften. Ihre Entstehung und Funktion gelten als Kennzeichen der sozialen Entwicklung.
Die Nordseite (Schmalseite) besteht aus drei Steinen – was für Rechteckdolmen sehr ungewöhnlich ist –, die eine gerade Reihe bilden. Die Südseite hat zwei Tragsteine, zwischen denen der Zugang liegt. Vor der Zugangslücke liegt ein kurzer Gang aus zwei Tragsteinen. Die Westseite (Langseite) aus zwei länglichen Tragsteinen war leicht nach außen geknickt. Die drei Tragsteine der Ostseite waren bogenförmig aufgestellt, was für Polygonaldolmen typisch wäre. Die beiden nördlichen Träger auf der Ostseite sind aus einem Block gespalten worden. Die Oberkanten der Tragsteine, die an der Basis mit kleinen Steinen verkeilt waren, liegen auf gleicher Höhe.
Der Dolmen ist in die alte Oberfläche eingetieft, die Grabsohle liegt in 1,05 m Tiefe. Die Kammersteine stehen fast senkrecht, ihre glatten Seiten weisen zum Innenraum. In den Lücken befindet sich Zwischenmauerwerk aus sorgfältig geschichteten Quarzitplatten. Das Bodenpflaster besteht aus Steinplatten unter einer Schüttung von gebranntem Flintstein; auch die Sohle des Ganges war mit gebranntem Flint bedeckt. Die Kammer war auf der Außenseite von einer Packung aus kleineren Steinen, Lehm und Flintstücken geschützt, die bis zur Oberkante der Tragsteine reichte. Sie war ursprünglich von einem niedrigen Hügel eingefasst, der vermutlich mehrfach erweitert wurde.